# Overkluizing

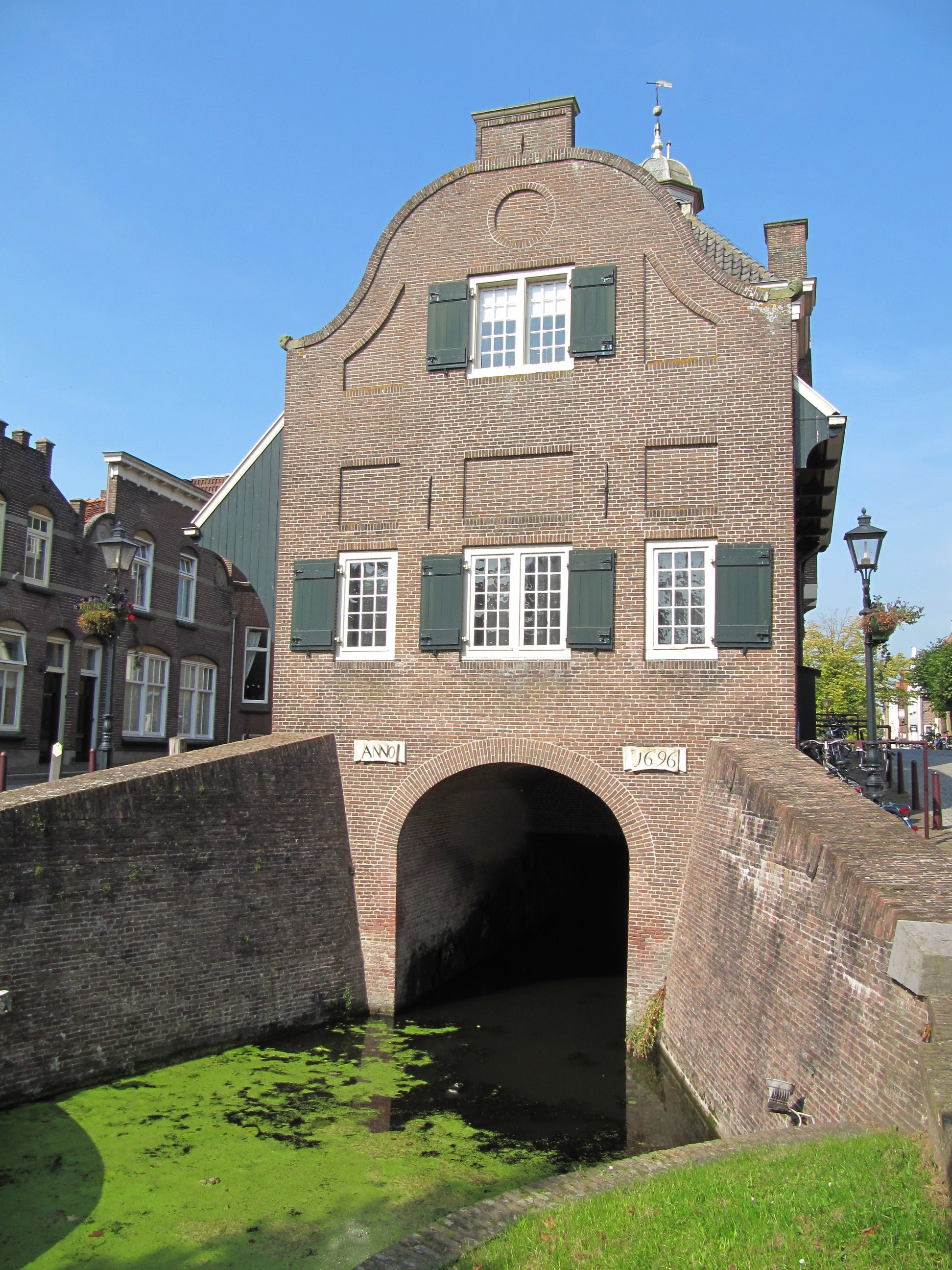
Overkluizing stadhuis Nieuwpoort

Een overkluizing is een civieltechnisch kunstwerk waarmee een weg een andere weg, een plein of een waterloop (kruiselings) overwelft. In het geval van een waterweg is er onder het bouwwerk (vaak) geen scheepvaart mogelijk, maar ligt het wateroppervlak nog wel vrij.
Een overkluizing is te vergelijken met een brug, alleen bestaat de brug in dit geval vaak niet uit een wegdek maar uit een opstal. Anders gesteld: het maakt meestal geen deel uit van een weg.
In veel binnensteden komen overkluizingen voor. Zo'n overkluizing vormt meestal een plein. Een bekende overkluizing is die van de Binnendieze in 's-Hertogenbosch, waar de stroom op verschillende plaatsen is overbouwd. De Grebbe in Bergen op Zoom is zelfs volledig overkluisd.